# Ambasada Gwinei Równikowej w Berlinie
Ambasada Gwinei Równikowej w Berlinie – misja dyplomatyczna Republiki Gwinei Równikowej w Republice Federalnej Niemiec.
Ambasador Republiki Gwinei Równikowej w Berlinie oprócz Republiki Federalnej Niemiec akredytowany jest również w Republice Czeskiej i w Rzeczypospolitej Polskiej.